# Oliver Cheatham
Oliver Cheatham (Detroit, 24 febbraio 1948 – 29 novembre 2013) è stato un cantante statunitense di R&B meglio ricordato per il suo successo del 1983 Get Down Saturday Night..
Egli ha partecipato con la propria voce nel singolo del 2003 Make Luv del DJ italiano Room 5, che ha raggiunto il primo posto nelle classifiche britanniche.

## Biografia
Incoraggiato a cantare da sua madre, ha partecipato per vari anni in diversi gruppi locali, come ad esempio The Young Sirs, Mad Dog And The Pups e Gaslight prima di pubblicare il primo singolo, "Hard Times" con la casa discografica Tier. In seguito ha preso parte al gruppo, the Sins of Satan, che in seguito cambiò nome in Roundtrip ed in una fase immediatamente successiva prese nome e cognome di Cheatam e registrò due album.
In seguito Cheatham ha cantato come solista per la MCA Records. Cheatam ha lavorato con Al Hudson della band One Way sul suo primo album, The Boss. Il suo primo successo arrivò nel 1983 con Get Down Saturday Night, scritto da Cheatham e da Kevin McCord di One Way, che raggiunse il 37º posto della classifica Billboard R&B ed il 37º nella classifica britannica dei singoli. L'album, Saturday Night, prodotto da Al Perkins, fu rilasciato lo stesso anno.
Nel 1986, ha cambiato casa discografica a favore della Critique label ed ha avuto un lungo successo negli Stati Uniti con il singolo S.O.S. (35º in classifica R&B), e Celebrate (Our Love). Altri singoli di Cheatham: Mama Said, Put a Little Love in Your Heart, Things to Make U Happy e Wish on a Star.
A seguito di una collaborazione con Jocelyn Brown sono stati registrati Turn Out the Lights e Mindbuster.
Negli anni 90 ha lavorato molto come cantante di sostegno per vari artisti, come ad esempio Leo Sayer, ed ha rilasciato il suo ultimo album, nel 2002, Stand for Love.
Cheatam è ritornato in vetta alle classifiche britanniche nel 2003, grazie alla realizzazione del singolo edito da Room 5, Make Luv, cover di Get Down Saturday Night. La traccia è stata anche utilizzata per la pubblicità del deodorante Lynx sulla TV britannica.
Il successo conseguito in Regno Unito spinse Cheatham a trasferirsi a Surrey, in Inghilterra, ed ha registrato a Londra per l'etichetta discografica Native Soul.
Campionamenti di Get Down Saturday Night sono stati utilizzati anche da Michael Gray nel suo successo del 2004, The Weekend. Il brano si nota anche presente nel videogioco Grand Theft Auto: Vice City e nel film Ex Machina. La traccia è stata anche campionata da Lino di Meglio nel suo brano del 2013 I Can't Live Without (Dino In Paris Full Vox).
Cheatham è morto il 29 novembre del 2013, all'età di 65 anni, a seguito di un attacco di cuore nel sonno.

## Discografia

### Classifica dei singoli
| Anno | Singolo                                          | Posizione in classifica | Posizione in classifica |
| Anno | Singolo                                          | US R&B                  | UK                      |
| ---- | ------------------------------------------------ | ----------------------- | ----------------------- |
| 1983 | "Get Down Saturday Night"                        | 37                      | 38                      |
| 1986 | "S.O.S."                                         | 35                      | -                       |
| 1987 | "Celebrate (Our Love)"                           | 87                      | -                       |
| 1990 | "Turn Out The Lights" with Jocelyn Brown         | 70                      | -                       |
| 2003 | "Make Luv" Room 5 featuring Oliver Cheatham      | -                       | 1                       |
| 2003 | "Music and You" Room 5 featuring Oliver Cheatham | -                       | 38                      |

### Album
- 1982 The Boss
- 1983 Saturday Night (numero 52 U.S. Black Albums)[1]
- 1987 Go for It
- 1994 Stand For Love Label: Zygo – ZYGO 3LP
- 2002 Stand for Love